# Sabalan (quartier de Téhéran)
Sabalan est un quartier au nord-est de Téhéran en Iran.